# Turn Japanese
Turn Japanese — мини-альбом группы Me First and the Gimme Gimmes, выпущенный в 2001 году на лейбле Pizza of Death Records. Мини-альбом полностью состоит из бисайдов виниловых синглов группы. Песня «Blowin’ in the Wind» позже появится на альбоме Blow in the Wind. «The Boxer», «You, ve Got a Friend» и «Don’t Let the Sun Go Down on Me» позже войдут в альбом Have Another Ball.

## Список композиций
| №  | Название                          | Длительность | Оригинальный исполнитель |
| -- | --------------------------------- | ------------ | ------------------------ |
| 1. | «The Times They Are a-Changin’»   | 2:09         | Боб Дилан                |
| 2. | «The Boxer»                       | 2:49         | Пол Саймон               |
| 3. | «You’ve Got a Friend»             | 2:35         | Кэрол Кинг               |
| 4. | «Blowin’ in the Wind»             | 1:44         | Боб Дилан                |
| 5. | «Don’t Let the Sun Go Down on Me» | 3:49         | Элтон Джон               |